# 约瑟夫·格热夏克
约瑟夫·格热夏克（波蘭語：Józef Grzesiak，1941年2月18日—2020年5月30日），波兰男子拳击运动员。他曾代表波兰参加1964年夏季奥林匹克运动会拳击比赛，获得男子71公斤级铜牌。